# 特雷达涅勒
特雷达涅勒（法語：Trédaniel，法語發音：[tʁedanjɛl]）是法国阿摩尔滨海省的一个市镇，属于圣布里厄区。

## 地理
特雷达涅勒（48°21'29"N, 2°37'8"W）面积15.92 平方千米，位于法国布列塔尼大區阿摩尔滨海省，该省份为法国西北部沿海省份，位于布列塔尼半岛北部，北濒大西洋英吉利海峡，西接菲尼斯泰尔省，南至莫尔比昂省，东临伊勒-维莱讷省。
与特雷达涅勒接壤的市镇（或旧市镇、城区）包括：布雷昂、埃农、蒙孔图尔、普莱米、特雷布里、勒默内。

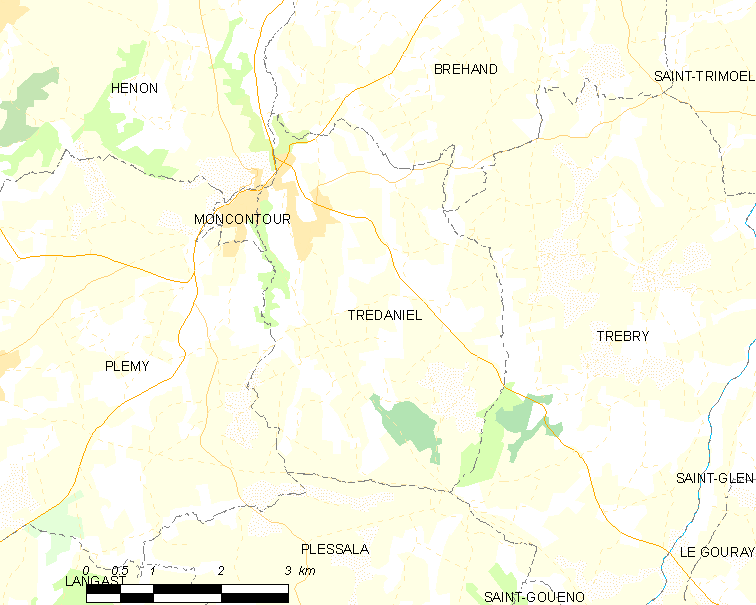
特雷达涅勒的OSM定位图

特雷达涅勒的时区为UTC+01:00、UTC+02:00（夏令时）。

## 行政
特雷达涅勒的邮政编码为22510，INSEE市镇编码为22346。

## 政治
特雷达涅勒所属的省级选区为普兰泰勒县。

## 人口

1962-2008年间特雷达涅勒人口变化图示

特雷达涅勒于2022年1月1日时的人口数量为896人。